# Dipartimento di Catriló
Catriló è un dipartimento argentino, situato nella parte centro-orientale della provincia di La Pampa, con capoluogo Catriló.
Esso confina a nord con il dipartimento di Quemú Quemú, a est con la provincia di Buenos Aires, a sud con il dipartimento di Atreucó e ad ovest con quello di Capital.
Secondo il censimento del 2001, su un territorio di 2.555 km², la popolazione ammontava a 6.728 abitanti, con un aumento demografico dell'8,64% rispetto al censimento del 1991.
Il dipartimento comprende parte dei comuni di Catriló, Lonquimay e Uriburu (incluse le città sedi municipali); e parte dei comuni di Miguel Riglos e Tomás Manuel de Anchorena, le cui sedi municipali però si trovano in altri dipartimenti.